# Grimlock
Grimlock is een personage in de televisieserie Transformers.

## Dinobots
Grimlock was van af het begin van de leider van de Dinobots. Hij is ook de slimste, aangezien de Dinobots niet erg slim zijn. Grimlock was ook een van de eerste drie Dinobots in de serie Generation One.

## Uiterlijk
Grimlock komt altijd tevoorschijn als een Tyrannosaurus rex. Hij komt niet in alle televisieseries voor. In Beast Wars kwam een personage voor met de naam Dinobot, volgens sommigen was hij een geüpgradede versie van Grimlock in zijn robotvorm. In beestvorm was hij ook een dino maar dan een Velociraptor.